# Sistema de Alerta Rápida para Alimentos y Piensos
El Sistema de alerta rápida para alimentos y piensos (RASFF por sus siglas en inglés) es un sistema para informar acerca de asuntos de seguridad alimentaria dentro de la Unión Europea. Su objetivo es lograr "un alto nivel de protección de la vida y la salud humanas", basándose en el principio de que la libre circulación de alimentos y piensos dentro de la Unión Europea sólo puede lograrse si los requisitos de seguridad de los alimentos y piensos no difieren significativamente entre los Estados miembros.
Fue establecido por el Reglamento (CE) nº 178/2002, de 28 de enero de 2002, para garantizar el intercambio de información entre las autoridades de los Estados miembros y la Comisión Europea con el fin de adoptar medidas inmediatas para prevenir cualquier riesgo para la salud derivado de los alimentos o piensos.
El portal RASFF incluye una base de datos interactiva y de búsqueda en línea que brinda acceso público a información resumida sobre las notificaciones enviadas más recientemente, así como una función de búsqueda de notificaciones más antiguas. Además, en junio de 2014 se lanzó el Portal del Consumidor RASFF, que ofrece a los consumidores la información más reciente sobre las advertencias de retirada de alimentos del mercado.
El sistema se utilizó para identificar posibles problemas emergentes de seguridad alimentaria mediante el análisis de informes publicados por el Sistema de Alerta Rápida de la Comunidad Europea durante un período de cuatro años También se utilizó para analizar las notificaciones del Sistema de Alerta Rápida de la UE (RASFF) sobre aflatoxinas en alimentos y piensos exportados a los Estados Unidos entre 2010 y 2019.